# Тирни, Джордж
Джордж Ти́рни (англ. George Tierney; род. 20 марта 1761 года, Гибралтар — 25 января 1830 года, Сэвиль-Роу) — британский политик-виг.

## Биография

### Происхождение
Джордж Тирни родился в Гибралтаре, в семье ирландского купца Томаса Тирни. Учился в Итонском колледже и колледже Питерхаус, который окончил в 1784 году. В том же году был приглашён в почётное общество Линкольнс-Инн, но вместо юриспруденции начал заниматься политикой. 10 июля 1789 года женился на Анне Марии Миллер оф Стэплтон в графстве Глостершир.

### Ранние годы
В 1788 году оспаривал победу двух кандидатов набравших одинаковое количество голосов в избирательном округе Колчестер. На Всеобщих выборах Великобритании 1790 года потерпел поражение; лидером палаты общин стал Уильям Питт-младший.
В 1796 году вернулся в парламент, заняв место от округа Саутуарк и занимал парламентское место до 1806 года, затем занимал кресло в округах Атлон, Бандон, Эпплби и Кнаресборо. В первые годы работы был известен радикальным взглядами и как сторонник Чарльза Джеймса Фокса. Поддержал Великую французскую революцию и часто изображался на карикатурах французским «палачом».

### Дуэль
После выхода из палаты общин Чарльза Джеймса Фокса, стал одним из противников внешней политики Уильяма Питта-младшего. 27 мая 1798 года на Питни Хит состоялась дуэль; никто из участников не был ранен. 

### Казначей
В 1803 году отчасти из-за ратификации Амьенского мира, отчасти из-за отсутствия работы, Тирни получил должность у Генри Аддингтона в Министерстве Казначейства на должности сюрвейера Королевского военно-морского флота Англии. После смерти Чарльза Фокса присоединился к Правительству всех талантов и к кабинету Уильяма Гренвиля как председатель Контрольного совета. Покинул правительство после прихода к власти тори и в следующие годы находится в оппозиции.   

### Оппозиция
После смерти Джорджа Понсонби стал лидером оппозиции в Палате общин и помог виги победить на всеобщих выборах 1818 года. 18 мая 1819 года, Тирни внёс предложение о создание комитета по положению нации, после того как оно было отвергнуто (357 голосов против 178) начал терять влияние в оппозиционной среде. Скончался на улице Сэвиль-Роу в Лондоне. 